# دودهوچک
دودهوچک (به انگلیسی: Dudhu Chak) یک منطقهٔ مسکونی در پاکستان است که در ناحیه نارووال واقع شده‌است. دودهوچک ۴۰ کیلومتر مربع مساحت و ۲۰٬۰۰۰ نفر جمعیت دارد.